# Listopad 2005
1. listopadu – úterý
- V indickém městě Dahod došlo k explozi v místní továrně vyrábějící zábavnou pyrotechniku. Sedm osob zemřelo.
- Poslanecká sněmovna jednomyslně schválila novelu daně z příjmů. Nejvíce si polepší skupina s příjmy kolem 22 000 korun. Zákon musí ještě projednat Senát a podepsat prezident.
- Sněmovna odmítla návrh ODS na prodloužení termínu pro podání restitučních nároků o další 4 roky. Nároky je tak třeba podat do konce roku 2005.
- Volební preference (CVVM): ODS 29 %, ČSSD 22,5 %, KSČM 14,5 %, KDU-ČSL 7 % (tyto strany by se dostaly do Sněmovny); Strana zelených 2,5 %, nezávislí 1,5 %, US-DEU 1 %, ED 0,5 %, ostatní 0,5 %. Žádnou stranu by nevolilo 9 % dotázaných a 12 % není rozhodnuto.
- Americký scenárista Michael Piller, známý především svou tvorbou seriálu Star Trek, Dead Zone a Miami Vice zemřel ve věku 57 let na závažnou formu rakoviny.

2. listopadu – středa
- David Rath rezignoval na funkci prezidenta ČLK. V reakci na to prezident Klaus přislíbil jeho jmenování do funkce ministra zdravotnictví. K tomu dojde 4. listopadu.
- Americký deník The Washington Post uvedl, že špionážní služba CIA zadržovala a vyslýchala vysoce postavené činitele organizace al-Káida v několika východoevropských zemích. Jména zemí však deník nezveřejnil na žádost americké vlády. Podle nevládní organizace Human Rights Watch jsou tajná vězení pravděpodobně v Polsku a Rumunsku.
- Již šestý den je Paříž zmítána vlnou nepokojů pouličních gangů proti policistům. Děje se tak v důsledku neštěstí, ke kterému došlo 27. října. Dva adolescenti zemřeli následkem zasažení elektrickým proudem, když se schovávali v trafostanici – údajně před policií. Policie popírá spojitost s tímto případem. Předseda francouzské vlády Dominique de Villepin přijal rodiny obou obětí a slíbil důsledné vyšetření celé záležitosti.
- Při výbuchu automobilu naloženého výbušninami bylo v iráckém šíitském městě Musajíb zabito nejméně 23 lidí a dalších 60 bylo zraněno. K zodpovědnosti za útok se dosud nikdo nepřihlásil. Při útocích povstalců bylo v Iráku zabito také 6 amerických vojáků, z toho 2 v helikoptéře, která byla pravděpodobně sestřelena v oblasti vzdálené asi 115 km západně od Bagdádu.

3. listopadu – čtvrtek
- Evropská komise oznámila, že zahájí vyšetřování v souvislosti se zprávami amerického tisku, že americká špionážní služba CIA zřídila v Evropě tajná vězení pro údajné teroristy. Existence takových vězení by podle mluvčího Evropské komise představovala porušení závazků Evropské unie v oblasti ochrany lidských práv a politických kritérií členství v EU. Vyšetřit tyto zprávy hodlá i Rada Evropy a o přístup k vězňům požádal Červený kříž.
- Ve věku 96 let zemřela Aenne Burdová, zakladatelka a majitelka módního časopisu Burda.

4. listopadu – pátek
- Prezident Václav Klaus jmenoval po dvou týdnech sporů Davida Ratha do funkce ministra zdravotnictví.
- Do křesla prezidenta NKÚ usedne František Dohnal. Bývalého hejtmana Vysočiny za KDU-ČSL jmenoval prezident Václav Klaus do funkce poté, co Dohnal vystoupil ze strany a splnil tak požadavky zákona, kladené na prezidenta Úřadu. Křeslo prezidenta NKÚ bylo neobsazeno od počátku června 2003, kdy zemřel Lubomír Voleník.
- Čína oznámila další ohnisko výskytu ptačí chřipky na svém území. Virus H5N1 postihl v provincii Liao-ning domácí i divoké ptactvo. Uhynulo přes 9 000 kusů drůbeže.
- Nepokoje ve Francii se rozšířily z předměstí Paříže i do dalších dvaceti míst země. Většinu výtržníků tvoří mladí přistěhovalci. Velká vlna násilí zasáhla zejména město Dijon. Během noci bylo zapáleno přes 400 automobilů, nad ránem bylo v garážích v Yvelines zapáleno 27 autobusů. Jedna starší tělesně postižená žena byla těžce popálena, když se ji nepodařilo včas uniknout z autobusu zapáleného skupinou výtržníků.

5. listopadu – sobota
- Ve věku 79 let zemřel ve svém sídle v jihozápadní Anglii britský spisovatel John Fowles. Proslul jako autor románů Sběratel, Mág nebo Francouzská milenka.

6. listopadu – neděle
- Nepokoje ve Francii se nedaří dostat pod kontrolu. V noci na dnešek poprvé zasáhly centrum Paříže. Další jsou hlášeny z měst Lille, Štrasburk, Nice, Marseille, Dijon, Toulouse, Nantes a Évreux. Jen během noci 5./6. listopadu shořelo ve Francii 1300 aut a policie zatkla přes 300 lidí.
- Jihozápad amerického státu Indiana zasáhlo nad ránem tamního času tornádo. Nejméně 22 osob zemřelo, asi 230 jich bylo zraněno. Živel napáchal rozsáhlé škody a zanechal 27 tisíc domácností bez elektrické energie. Meteorologická služba vydala varování, ale obyvatelé postižené oblasti v té době spali.
- V parlamentních volbách v Ázerbájdžánu zvítězila podle předběžných výsledků vládní strana Nový Ázerbájdžán. Opoziční strany označily výsledky za zfalšované a plánují demonstrace za zrušení voleb. Za neregulérní označil volby i šéf mise pozorovatelů ze zemí OBSE, americký kongresman Alcee Hastings. Naopak za uspokojivé je považují pozorovatelé ze Společenství nezávislých států.

7. listopadu – pondělí
- Nepokoje ve Francii stále sílí, k zápalným lahvím a kamení, které na policisty létaly již dříve, se přidala sporadická střelba. Dva policisté jsou těžce raněni. Turecký premiér Recep Tayyip Erdoğan varoval před rozšířením nepokojů do dalších zemí a vyzval turecké přistěhovalce, aby projevili vůli začlenit se do evropské společnosti. V pařížské nemocnici zemřel 61letý muž zraněný výtržníky 4. listopadu. Nepokoje se v noci na dnešek rovněž rozšířily do Berlína a Bruselu; v obou městech bylo zapáleno 5 aut.
- Americká armáda v Iráku oznámila, že obžalovala pět svých vojáků ze „špatného zacházení“ s vězni. Čtyři američtí vojáci byli zabiti při útoku sebevražedného útočníka v Bagdádu. Pět civilistů bylo zabito při minometném útoku povstalců v Bagdádu a při výbuchu bomby nastražené u silnice zahynulo poblíž Bagdádu 6 policistů a 3 civilisté. Přední sunnitští politici vyzvali k zastavení útoku amerických a vládních iráckých vojsk na město Husajbá v západním Iráku poblíž syrských hranic. Útok na město, v němž podle amerických okupačních sil mají základny teroristé, byl zahájen 5. listopadu.

8. listopadu – úterý
- Rada bezpečnosti OSN rozhodla na žádost irácké vlády o prodloužení mandátu zahraničních vojsk v Iráku do konce roku 2006. Dosavadní mandát vyprší zahraničním jednotkám, z nichž drtivou většinu tvoří Američané, koncem roku letošního. Rezoluce přichází jen pár hodin poté, co kanál italské státní televize RAINews 24 odvysílal dokument, podle něhož americké okupační jednotky použily v listopadu 2004 proti civilistům v iráckém městě Fallúdža chemické zbraně – bomby obsahující bílý fosfor, způsobující těžké popáleniny.
- V Bagdádu byl zabit již druhý obhájce v procesu s bývalým prezidentem Saddámem Husajnem a jeho bývalými spolupracovníky. Při útoku neznámých ozbrojenců byl zabit jeden ze skupiny obhájců bývalého šéfa zpravodajské služby Barzána Ibráhíma Hasana Tikritího a bývalého viceprezidenta Tahá Jasína Ramadána. Další obhájce byl při útoku zraněn.

9. listopadu – středa
- Ve 4:33 SEČ odstartovala sonda Evropské kosmické agentury Venus Express z kosmodromu Bajkonur na cestu k Venuši.
- Michael Bloomberg získal 57 % hlasů v newyorských komunálních volbách a povede město další 4 roky.
- Během noci ve Francii shořelo 617 aut. Zadrženy byly 204 osoby.
- V Berlíně a Bruselu bylo v noci zapáleno celkem 10 aut. Policie dosud odmítá souvislost s francouzskými nepokoji.
- V jordánském hlavním městě Ammánu došlo k pumovým útokům na tři mezinárodní hotely. Nejméně 57 lidí zabito a přes sto zraněno. Podle policie útoky zřejmě provedli sebevražední útočníci. K zodpovědnosti za útoky se na internetu přihlásila organizace al-Káida.
- Britský premiér Tony Blair utrpěl první vážnou porážku v parlamentu během svého dosavadního působení v úřadu premiéra. Britští poslanci odmítli návrh, aby policie směla zadržovat osoby podezřelé z terorismu 90 dní bez obvinění. Poslanci nakonec schválili lhůtu 28 dní. Předseda opoziční konzervativní strany Michael Howard vyzval Blaira k rezignaci, ten však trvá na tom, že jeho autorita zůstává i po porážce v parlamentu nedotčena.
- Izraelská Strana práce zvolila novým předsedou odboráře Amira Perece. Perec, který porazil dosavadního předsedu Šimona Perese, usiluje o „návrat k levicové politice“ a usmíření s Palestinci a hodlá ukončit dosavadní působení Strany práce ve vládní koalici s pravicovým Likudem.
- Česká vláda schválila záměr novely zákona o léčivech, která umožní občanům objednávání léků telefonicky, poštou nebo přes Internet. Pro léky na recept však lidé nadále budou muset chodit do lékárny.

10. listopadu – čtvrtek
- Český ministr zdravotnictví David Rath uvalil nucenou správu na Všeobecnou zdravotní pojišťovnu. Podle Ratha je důvodem „neplnění zákonných povinností VZP a narůstání jejího dluhu“. Nuceným správcem byl jmenován Rathův náměstek Antonín Pečenka, bývalý zástupce ředitelky VZP Jiřiny Musílkové.
- Ministr zemědělství v české vládě Petr Zgarba (ČSSD) podal demisi. Od 16. listopadu by ho měl ve funkci vystřídat poslanec ČSSD Jan Mládek.
- Při výbuchu sebevražedného útočníka v bagdádské restauraci bylo zabito nejméně 30 lidí a 19 zraněno. Restauraci často navštěvují příslušníci police a podle některých zpráv je mezi oběťmi výbuchu 7 policistů.
- Polský Sejm vyslovil důvěru menšinové polské vládě, kterou sestavil vítěz zářijových parlamentních voleb – strana Právo a spravedlnost. Pro vládu hlasovali i poslanci stran Liga polských rodin, Sebeobrana Polské republiky a Polská lidová strana, naopak proti vyslovení důvěry byli poslanci bývalého vládního Svazu demokratické levice a liberální Občanské platformy.

11. listopadu – pátek
- Polský prezident Aleksander Kwaśniewski udělil při příležitosti státního svátku nejvyšší státní vyznamenání – Řád bílého orla – prezidentu Polské národní banky Leszku Balcerowiczovi a skladateli Krzysztofu Pendereckému.
- Vedení CDU/CSU a SPD oznámilo vznik vlády „velké koalice“. Podpis koaliční smlouvy zakončil několikatýdenní vyjednávání.
- Ellen Johnsonová-Sirleafová vyhrála prezidentské volby v Libérii. Ve druhém kole porazila bývalou fotbalovou hvězdu George Weaha poměrem 59,4 % ku 40,6 %.
- Saúdská Arábie se po dvaceti letech jednání stala členem Světové obchodní organizace.
- Virus ptačí chřipky H5N1 byl potvrzen v Kuvajtu. Jedná se o první výskyt na Blízkém východě.
- Rakouská policie zatkla britského historika Davida Irvinga, na kterého je v Rakousku od roku 1989 vydán zatykač pro podezření ze systematického popírání holocaustu. Hrozí mu až 10 let vězení.

12. listopadu – sobota
- Oblast jižního Německa a severního Švýcarska byla zasažena slabým zemětřesením o síle 4,5 stupně Richterovy stupnice.
- Do funkce předsedy KDU-ČSL byl pro další 4 roky sjezdem strany znovu zvolen Miroslav Kalousek. Prvním místopředsedou zůstal Jan Kasal. Řadovými místopředsedy byli zvoleni ministr zahraničí Cyril Svoboda a ministr dopravy Milan Šimonovský.

13. listopadu – neděle
- Exploze chemičky ve městě Ťi-lin (Čínská lidová republika) a kontaminace řeky Sung-chua benzenem a v následujících dnech ohrožení a znečištění pitné vody měst po proudu, např. město Charbin.
- Nejstarší muž ČR – pan Vojtěch Dvorský – zemřel ve vesnici Šarnov na Šternbersku v okrese Olomouc. Ve středu 16. listopadu by oslavil 106. narozeniny.
- Lékaři v Británii zkoumají muže, z jehož těla samovolně vymizel virus HIV způsobující AIDS. Jedná se o první potvrzený případ na světě.
- Vietnamští vědci informovali, že virus H5N1 zmutoval do formy, kdy je lépe přenosný mezi savci.
- V Burkině Faso se konaly prezidentské volby.

14. listopadu – pondělí
- Místopředseda Evropské komise Franco Frattini řekl poslancům Evropského parlamentu, že členský stát Evropské unie, který by na svém území umožnil existenci tajných věznic CIA sloužících k zadržování lidí bez obvinění, by se dopustil hrubého porušení smlouvy o EU. Takovému státu by podle Frattiniho mohlo být pozastaveno členství v EU.
- Pomocná mise OSN v Iráku obvinila iráckou armádu a zahraniční jednotky vedené USA z toho, že obsazením nemocnic a zadržováním zdravotníků během ofenzívy v západním Iráku v říjnu tohoto roku porušily lidská práva.
- Uzbecký nejvyšší soud shledal 15 obžalovaných vinnými z „teroristického spiknutí“ v souvislosti s nepokoji v městě Andižan v květnu tohoto roku. Podle úřadů tehdy zahynulo celkem 187 lidí, neoficiální odhady počtu obětí jdou do tisíců. Obžalovaní byli odsouzení k trestům odnětí svobody od 14 do 20 let. USA, Evropská unie i organizace na obranu lidských práv Human Rights Watch označily proces za zmanipulovaný.
- Při dvou sebevražedných útocích v afghánském hlavním městě Kábulu byl zabit jeden německý voják a 3 afghánští civilisté. Další 8 osob včetně nejméně dvou zahraničních vojáků bylo zraněno.

15. listopadu – úterý
- Izraelští a palestinští představitelé se dohodli na znovuotevření hraničního přechodu Rafah mezi Pásmem Gazy a Egyptem. Hraniční přechod v Rafahu má být otevřen 25. listopadu bude pod kontrolou Palestinců a Izrael bude mít prostřednictvím Evropské unie přístup k videozáznamům z přechodu. Dohoda, kterou pomohly vyjednat Evropská unie a USA, obsahuje i ustanovení o postupném zahájení autobusové a nákladní dopravy mezi Pásmem Gazy a Západním břehem Jordánu a výstavbě námořního přístavu poblíž města Gaza.
- Irácká vláda zahájila vyšetřování údajného mučení vězňů v jednom z objektů iráckého ministerstva vnitra. Případ vyšel najevo poté, kdy 13. listopadu na základě vytrvalých stížností zadržovaných sunnitů obsadily jednu z budov ministerstva v Bagdádu americké okupační síly. V objektu bylo zadržováno 173 lidí a podle předsedy irácké vlády Ibrahima Džafárího byli podvyživení a vykazovali stopy mučení. Tentýž den dva iráčtí podnikatelé, které americké okupační síly zadržovali v roce 2003, uvedli v rozhovoru pro agenturu Associated Press, že byli v americkém zajetí mučeni.
- Při výbuchu bomby u restaurace KFC v Karáčí byli zabiti nejméně 3 lidé a nejméně 15 dalších bylo zraněna. K zodpovědnosti za útok se přihlásila separatistická Osvobozenecká armáda Balúčistánu (BLA), která usiluje o samostatnost pro pákistánskou provincii Balúčistán. Cílem útoku měly být blízké kanceláře státní ropné společnosti, která podle BLA těží v provincii ropu, aniž by z toho provincie měla prospěch.

16. listopadu – středa
- Český prezident Václav Klaus jmenoval novým ministrem zemědělství Jana Mládka (ČSSD). Ve funkci vystřídal Petra Zgarbu ze stejné strany.
- Želva Harriet, patrně nejstarší žijící tvor na Zemi, oslavila v zoo v australském Brisbane 175 let.

17. listopadu – čtvrtek
- Izraelský ministerský předseda Ariel Šaron (Likud) a nový předseda Strany práce Amir Perec se dohodli na vypsání předčasných voleb v únoru či březnu 2006.
- V prezidentských volbách na Srí Lance těsně zvítězil dosavadní předseda vlády, levicově orientovaný Mahinda Radžapaksa nad kandidátem opozice Ranilem Vikremasinghem. Nový prezident je stoupencem tvrdého postupu vůči separatistickému hnutí Tygři osvobození tamilského Ílamu.
- Evropský parlament schválil v prvním čtení kompromisní návrh nařízení o politice Evropské unie v oblasti chemikálií, známého pod zkratkou REACH.
- Historik David Irving byl zatčen ve Vídni a obviněn z popírání holokaustu.
- Zemřel herec divadelního Studia Ypsilon, Petr Popelka.
- Zemřela herečka Libuše Geprtová.
- Na turné v Kolumbii tragicky zahynul hudebník Milan Dufek ze skupiny Rangers.

18. listopadu – pátek
- Při sérii sebevražedných atentátů v šíitských mešitách v městě Chanakín na severovýchodě Iráku zahynulo 74 lidí.
- Tým expertů OSN odmítl pozvání amerických úřadů k návštěvě americké základny Guantánamo na Kubě, kde jsou bez obvinění zadržovány osoby podezřívané Spojenými státy z terorismu. Podle OSN jim USA odmítly umožnit rozhovory s vězni bez přítomnosti amerických činitelů.

19. listopadu – sobota
- Při explozi auta naloženého výbušninami a řízeného sebevražedným atentátníkem bylo v iráckém městě Abú Sajdá, ležícím asi 65 kilometrů severně od Bagdádu, zabito 35 účastníků smutečního shromáždění. Při jiném výbuchu nálože na tržiště poblíž Bagdádu bylo zabito dalších 13 osob, zřejmě vesměs civilistů. Při jiných útocích bylo u Bagdádu zabito 5 amerických vojáků a jeden irácký policista.
- Princ Albert byl formálně korunován monackým knížetem. Úřad však zastával již od smrti svého otce, knížete Rainiera, v dubnu 2005.

20. listopadu – neděle
- Irácký prezident Džalál Talabání řekl na konferenci o národním usmíření, která se konala v egyptské Káhiře, že je ochoten jednat s „těmi, kdo se sami označují za irácký odboj“, a to i se „zločinci“. Talabání v červnu tohoto roku popřel, že irácká vláda s povstalci vyjednává.
- Areál reality show televize Prima VyVolení byl obsazen bezpečnostní službou najatou majitelem pozemku a štáb i soutěžící ho museli opustit. Důvodem byl údajné vypovězení nájemní smlouvy po nezaplacení nájmu. Soutěžící byli přesunuti do vily slovenské verze této reality show.

21. listopadu – pondělí
- Izraelský ministerský předseda Ariel Šaron oficiálně oznámil své straně Likud, že z ní vystupuje a zakládá novou politickou stranu. Důvodem jsou zřejmě neshody mezi Šaronem a jeho odpůrci ve straně ohledně politiky vůči Palestincům. Šaron současně požádal prezidenta Mošeho Kacava o rozpuštění parlamentu a vypsání nových voleb.

22. listopadu – úterý
- Německý Spolkový sněm zvolil Angelu Merkelovou spolkovou kancléřkou. Merkelová získala 397 hlasů ze 614 přítomných poslanců. Stala se tak historicky první ženou v této funkci.

23. listopadu – středa
- Keňský prezident Mwai Kibaki rozpustil vládu poté, co byl v referendu odmítnut nový návrh ústavy.

24. listopadu – čtvrtek
- Ve věku 73 let zemřel v Las Vegas americký herec Pat Morita (28.6.1932 – 23.11.2005). Proslavil se zejména rolí učitele Myiagiho ve filmové sérii Karate Kid.

25. listopadu – pátek
- V Rafahu byl slavnostně otevřen hraniční přechod mezi Pásmem Gazy a Egyptem.
- Přibližně 50 osob utonulo v jižní Indii poté, co rozvodněná řeka spláchla autobus.
- Zemřel severoirský fotbalista George Best.
- Papua Nová Guinea rozhodla o přestěhování 1 500 obyvatel atolu Carteret do Bougainville v průběhu následujících dvou let. Atol s maximální nadmořskou výškou 1,5 metru se stane prvním obydleným místem, které bude trvale vysídleno kvůli nárůstu hladiny světového oceánu. Ostrovy budou zcela zatopeny kolem roku 2015.
- V Rumunsku se již druhý týden konají protestní demonstrace učitelů za zvýšení mezd. V Bulharsku drží na 2 000 učitelů hladovku.
- Britský automobilový závodník Richard Burns zemřel ve věku 34 let. Příčinou byl nádor na mozku. Poslední dny života byl v kómatu.

26. listopadu – sobota
- V Praze na Letné začala demonstrace asi 25 000 odborářů za současnou vládní podobu zákoníku práce. Protestují proti pozměňovacím návrhům parlamentu, které oslabují odbory a zaměstnance. Z Letné se vydali na Palachovo náměstí.
- Navzdory silnému sněžení proběhla ve Slovinsku největší demonstrace za dobu samostatnosti země. V Lublani protestovalo několik desítek tisíc slovinských dělníků proti vládním ekonomickým reformám zahrnujícím privatizaci veřejných služeb, zrušení snížené sazby daně z přidané hodnoty na potraviny. Protestující nesli mimo jiné transparenty Ne pustimo, da nam zlomijo hrbtenico (Nenecháme si zlomit páteř), Vladne reforme? Ne, hvala (Vládní reformy? Ne, děkujeme) nebo JJ kje so tvoje volilne obljube? (J(anezi) J(anšo), copak se stalo s tvými volebními sliby?). Janez Janša je od roku 2004 premiérem Slovinska.
- Na Slovensku proběhly volby do zastupitelstev krajů. Byly provázeny nezájmem voličů, špatným počasím. O osm křesel županů (hejtmanů), kteří jsou přímo voleni, se ucházelo 62 kandidátů. Vládní koalice nakonec získala nadpoloviční většinu v zastupitelstev čtyř z osmi krajů. Volební účast se odhaduje na 20 %.
- Íránský prezident Mahmúd Ahmadínežád ve svém projevu požadoval, aby vláda Spojených států byla souzena za válečné zločiny v Iráku.
- Východní Čínu zasáhlo v noci zemětřesení o síle 5,7 stupně Richterovy škály. Zemřelo 12 osob.
- U šestnáctiletého chlapce v Indonésii byla potvrzena nákaza virem H5N1. Jedná se o 12. případ ptačí chřipky v této zemi.

27. listopadu – neděle
- ve filipínské Manile byly oficiálně zahájeny 23. Jihoasijské hry.
- V řecké Olympii byl slavnostně zažehnut olympijský oheň pro nadcházející ZOH v Turíně. Z důvodu nepřízně počasí nebylo možno zapálit pochodeň tradičně pomocí soustavy zrcadel.
- V Hondurasu se konaly prezidentské volby. Oba kandidáti, Porfirio Lobo Sosa i Manuel Zelaya, mají reálnou šanci na zvolení.
- V Čečensku se konaly volby do místního parlamentu. Země byla bez zákonodárného sboru již 8 let. Dle očekávání získala největší podporu strana Единая Россия (Jednotné Rusko), která získala kolem 60 % hlasů. Druzí skončili komunisté se 13 % následovaní Liberální unií (12 %).
- Jih Íránu zasáhlo zemětřesení o síle 6 stupňů Richterovy škály.

28. listopadu – pondělí
- V Iráku začalo odročené soudní líčení se svrženým prezidentem Saddámem Husajnem. Jednání bylo brzy přerušeno a odloženo na 5. prosince. Soud chce umožnit obhajobě najít náhradníky za obhájce, kteří byli během doby odročení zavražděni. Husajnovi hrozí trest smrti.
- Vydatné deště v Itálii zvedly hladinu řeky Tibery na nejvyšší úroveň za posledních 50 let. Místy je nárůst až od 14 metrů. V Římě byl vyhlášen nejvyšší stupeň povodňové aktivity.
- Česká koruna prolomila hranici 29,00 Kč za euro a je jen krok od historického maxima 28,92 CZK/EUR.
- Po těžké nemoci zemřel výtvarník Miroslav Štěpánek (2. prosince 1923 – 28. listopadu 2005). Mezi jeho nejznámější díla patří série Pojďte pane, budeme si hrát a večerníček O Dášeňce.

29. listopadu – úterý
- Ve věku 65 let zemřel vědec a geochemik Petr Jakeš.
- Vatikán zveřejnil dokument, ve kterém opět odsuzuje homosexualitu. Kromě jiného se v dokumentu uvádí, že na kněze nesmějí být vysvěceni homosexuálové, a ani lidé, kteří tuto „kulturu“ podporují.

30. listopadu – středa
- Česká Poslanecká sněmovna schválila novelu trestního zákona a snížila hranici trestní odpovědnosti na 14 let. Nově také zavádí trestný čin nelegálního odposlechu a trestný čin držení dětské pornografie. Pokud změny schválí Senát i prezident, měly by platit od 1. ledna 2007.
- Americký prezident George Bush prohlásil, že se americká armáda nestáhne z Iráku, dokud tam nedosáhne „úplného vítězství“. Bush odmítl stanovit jakýkoli harmonogram pro stahování vojsk, v současně zveřejněné dokumentu Bílého domu se však uvádí, že by se počet amerických vojáků mohl během příštího roku snížit, pokud to situace v Iráku umožní.
- Bývalý předseda izraelské Strany práce Šimon Peres vystoupil z této strany a oznámil, že podporuje nově založenou stranu premiéra Ariela Šarona nazvanou Vpřed. Podle Perese je Šaron politikem, který má největší šanci dosáhnout mír s Palestinci.
- Mezinárodní tribunál pro bývalou Jugoslávii (ICTY) v Haagu odsoudil jednoho z trojice obžalovaných bývalých členů Kosovské osvobozenecké armády (UÇK) na 13 let za vraždy a mučení. Další dva kosovští Albánci včetně jednoho z velitelů UÇK Fatmira Limaje byli osvobozeni. Kosovský prezident Ibrahim Rugova prohlásil, že jejich osvobození prokazuje, že „naše válka proti srbské okupaci (…) byla oprávněná“, naopak srbští politici verdikt soudu kritizovali.